# Балтович, Роберт
Роберт Балтович (англ. Robert Baltovich; род. 17 июля 1965 года) — канадец, ошибочно осуждённый в 1992 году за убийство своей подруги, Элизабет Бэйн, в Скарборо, Онтарио. Он провёл 8 лет в тюрьме, а потом ещё почти десятилетие пытался очистить своё имя, прежде чем 22 апреля 2008 года был оправдан.

## Биография
В 1990 году Балтович получил степень по психологии и истории в университете Торонто (кампус Скарборо). Здесь он также познакомился и начал встречаться с Элизабет Бэйн, своей однокурсницей. 19 июня 1990 года Элизабет исчезла, а 22 июня её автомобиль был найден с большой кровавой лужей на заднем сиденье. Её тело не было найдено.
19 ноября 1990 года Роберт был арестован и обвинён в убийстве первой степени. Его дело рассматривали в судах в течение нескольких лет, в течение которых он последовательно настаивал на своей невиновности. Адвокаты предположили, что так называемый «Скарборский насильник», может быть виновным в убийстве. 31 марта 1992 года Роберт был признан виновным в убийстве второй степени. Его адвокаты подали апелляцию, и 31 марта 2000 года Роберта освободили под залог. 15 июля 2005 года, Министерство генеральной прокуратуры Онтарио объявило, что Роберту грозит новое судебное разбирательство по обвинению в убийстве второй степени, и в то же время оставило его на свободе под залог. В течение этого времени, Роберт работал библиотекарем.
31 марта 2008 года начался отбор присяжных в суде по делу об убийстве второй степени. Суд, запланированный в Торонто 14 апреля 2008 года, был отложен королевской прокуратурой без пояснения причины. Когда суд возобновился, обвинение отказалось вызвать любого из более чем 50 свидетелей, которых они собирались вызвать. 22 апреля судья сказал, что оправдание — единственно правильный вердикт жюри присяжных.
21 апреля 2010 года Роберт подал гражданский иск против ряда лиц, в котором обвинял в злонамеренном судебном преследовании и небрежном расследовании. В числе обвиняемых один из судей, королевский адвокат, практикующий в Торонто и два главных детектива, которые вели дело об убийстве Элизабет Бэйн.